# Gent–Wevelgem 2019
81. ročník jednodenního cyklistického závodu Gent–Wevelgem se konal 31. března 2019 v Belgii. Vítězem se stal Nor Alexander Kristoff z týmu UAE Team Emirates. Na druhém a třetím místě se umístili Němec John Degenkolb (Lotto–Soudal) a Belgičan Oliver Naesen (AG2R La Mondiale).

## Týmy
Závodu se zúčastnilo celkem 25 týmů, všech 18 UCI WorldTeamů a 7 UCI Professional Continental týmů. Každý tým přijel se 7 jezdci, na start se celkem postavilo 175 jezdců. Do cíle ve Wevelgemu dojelo 78 jezdců.
UCI WorldTeamy
- AG2R La Mondiale
- Astana
- Bahrain–Merida
- Bora–Hansgrohe
- CCC Team
- Deceuninck–Quick-Step
- EF Education First
- Groupama–FDJ
- Lotto–Soudal
- Mitchelton–Scott
- Movistar Team
- Team Dimension Data
- Team Jumbo–Visma
- Team Katusha–Alpecin
- Team Sky
- Team Sunweb
- Trek–Segafredo
- UAE Team Emirates

UCI Professional Continental týmy
- Cofidis
- Corendon–Circus
- Direct Énergie
- Roompot–Charles
- Sport Vlaanderen–Baloise
- Wallonie Bruxelles
- Wanty–Gobert

## Výsledky
| Pořadí | Jezdec                     | Tým                  | Čas        |
| ------ | -------------------------- | -------------------- | ---------- |
| 1      | Alexander Kristoff (NOR)   | UAE Team Emirates    | 5h 26' 08" |
| 2      | John Degenkolb (GER)       | Trek–Segafredo       | + 0"       |
| 3      | Oliver Naesen (BEL)        | AG2R La Mondiale     | + 0"       |
| 4      | Mathieu van der Poel (NED) | Corendon–Circus      | + 0"       |
| 5      | Danny van Poppel (NED)     | Team Jumbo–Visma     | + 0"       |
| 6      | Adrien Petit (FRA)         | Direct Énergie       | + 0"       |
| 7      | Matteo Trentin (ITA)       | Mitchelton–Scott     | + 0"       |
| 8      | Rüdiger Selig (GER)        | Bora–Hansgrohe       | + 0"       |
| 9      | Matej Mohorič (SLO)        | Bahrain–Merida       | + 0"       |
| 10     | Jens Debusschere (BEL)     | Team Katusha–Alpecin | + 0"       |